# Esperimento dei piccoli danesi
L'esperimento dei piccoli danesi, noto anche semplicemente come "l'esperimento" (in danese: eksperimentet) fu un esperimento svoltosi nel 1951 in cui 22 bambini Inuit groenlandesi (noti come "bambini dell'esperimento"; in danese eksperimentbørn) furono inviati a famiglie affidatarie danesi nel tentativo di rieducarli come “piccoli danesi”. Sebbene i bambini sarebbero dovuti essere tutti orfani, la maggior parte di fatto non lo era. Sei bambini furono adottati in Danimarca e i restanti sedici tornarono in Groenlandia, ma solo per finire poi in orfanotrofi di lingua danese, senza più tornare a vivere con le loro famiglie. La metà dei bambini ha poi sofferto di disturbi mentali e altrettanti di loro sono morti in giovane età. Il governo danese si è scusato ufficialmente nel 2020, dopo diversi anni di solleciti da parte di funzionari groenlandesi.

## Contesto
Nel secondo dopoguerra, i funzionari del governo danese e le organizzazioni non governative ritenevano che la società groenlandese fosse sottosviluppata e cercarono di riprogettarla. Nella fattispecie, organizzarono insieme alla Croce Rossa e a Save the Children un esperimento per creare un sistema in cui i bambini groenlandesi sarebbero stati portati sulla terraferma danese, avrebbero imparato il danese, sarebbero stati affidati a famiglie danesi e sarebbero poi tornati in Groenlandia come “piccoli danesi”: una popolazione che sarebbe diventata, secondo la ricercatrice di studi coloniali Claire Louise McLisky, la “nuova classe dirigente della Groenlandia”. I bambini dovevano essere selezionati dai sacerdoti groenlandesi in base a determinati criteri: dovevano avere circa sei anni, non avere handicap mentali o fisici ed essere orfani.

## L'esperimento
I partecipanti selezionati avrebbero tutti dovuto avere circa sei anni ed essere orfani, ma i sacerdoti non riuscirono a trovare un numero sufficiente di bambini idonei: solo sei di loro erano orfani e un bambino aveva nove anni al momento dell'inizio dell'esperimento. Una volta effettuate le selezioni, la nave MS Disko partì da Nuuk nel maggio 1951 con a bordo 22 bambini Inuit groenlandesi: tredici maschi e nove femmine. Arrivarono in poco tempo a Copenaghen, in Danimarca, un Paese che Helene Thiesen, una delle bambine, “non aveva mai sentito nominare”. I bambini furono trasferiti in un cosiddetto campo vacanze a Fedgaarden gestito da Save the Children e immediatamente messi in quarantena per il timore che fossero portatori di malattie contagiose. La quarantena durò tutta l'estate e lì Thiesen contrasse un eczema. La regina di Danimarca, Ingrid, visitò il campo e si fece scattare delle foto con i bambini. Thiesen disse di “non aver capito nulla” della visita della regina e che il suo disagio generale per l'esperimento si fosse manifestato nella foto, in cui “nessuno di noi sorride”.
I bambini furono poi affidati a famiglie adottive danesi per oltre un anno, presso le quali impararono la lingua danese e dimenticarono il Kalaallisut. Sarebbero dovuti essere rimandati a Nuuk dopo circa sei mesi, ma per via di ritardi nella costruzione dell'orfanotrofio rimasero in Danimarca per un anno, durante il quale sei di loro furono adottati da famiglie danesi.

## Conclusione
Sedici bambini tornarono in Groenlandia, mentre sei furono adottati da famiglie danesi. Quelli che tornarono in Groenlandia erano “di classe superiore”, secondo i documenti d'archivio. Nessuno di loro avrebbe mai più vissuto con le proprie famiglie e, anche se avessero potuto, non avrebbero più potuto comunicare nella stessa lingua. Furono affidati a un orfanotrofio e fu permesso loro di parlare solo danese (come anche al personale inuit groenlandese). Questa politica doveva servire a far capire ai bambini quali erano i “benefici” della vita da danese. Per il 1960 tutti i bambini avevano lasciato l'orfanotrofio, e sedici dei ventidue bambini vissero fuori dalla Groenlandia per la maggior parte della loro vita. Circa la metà dei bambini soffrì di disturbi mentali, abuso di sostanze e tentativi di suicidio nel corso della vita, e altrettanti morirono in giovane età adulta. Sperimentarono un forte isolamento culturale e alienazione sociale, e Thiesen affermò che “persero il senso del loro scopo nella vita”. Negli anni '60 e '70 si tennero forme modificate dell'esperimento, in cui i bambini andavano in Danimarca solo per un breve periodo e poi venivano restituiti alle loro famiglie; anche questi esperimenti ebbero effetti negativi sui bambini.
Nel 1996, un archivista danese svelò a Thiesen che lei aveva partecipato a un esperimento e nel 1998 la Croce Rossa danese ha espresse il suo “rimorso” per l'accaduto. Nel 2009 il primo ministro della Groenlandia, Kuupik Kleist, pretese delle scuse del governo danese, affermando che l'esperimento fosse un “classico caso coloniale”. La stessa richiesta fu avanzata anche dai socialdemocratici danesi, che definirono l'episodio un “capitolo nero” per la nazione, e richiesero la formazione di una commissione d'inchiesta sull'esperimento. Nonostante questi appelli, il primo ministro della Danimarca, Lars Løkke Rasmussen, non presentò nessuna scusa, e anzi dichiarò: “La storia non può essere cambiata. Il governo considera il periodo coloniale come una parte conclusa della nostra storia comune. Dobbiamo ritenerci soddisfatti del fatto che i tempi sono cambiati". Al contrario, Save the Children si scusò per l'esperimento, aggiungendo che potrebbe aver intenzionalmente distrutto i documenti relativi ad esso. L'Ong si scusò di nuovo nel 2015: il suo segretario dichiarò che "non intraprenderà mai una cooperazione di questa natura con le autorità." Come Rasmussen, anche i successivi primi ministri della Danimarca rifiutarono di scusarsi, e Helle Thorning-Schmidt si rifiutò di partecipare a un'indagine. Nel 2019, due membri groenlandesi del Folketing avanzarono delle richieste: Aaja Chemnitz Larsen (Inuit Ataqatigiit) chiese che venissero presentate delle scuse e Ineqi Kielsen (Siumut) che venisse istituita una commissione d'inchiesta. Di conseguenza, Rasmussen concordò con il primo ministro groenlandese Kim Kielsen la creazione di una commissione, ma si rifiutò nuovamente di scusarsi.
Nel dicembre del 2021, i sei sopravvissuti all'esperimento (tra cui l'allora 76enne Helene Thiesen, che aveva sostenuto la causa del riconoscimento ufficiale) fecero causa alla Danimarca per ottenere un risarcimento di 250.000 corone (38.000 dollari) per “violazione della legge danese vigente e dei diritti umani”. Astrid Krag, ministro danese per gli Affari sociali, affermò che il governo aveva “preso contatto” con gli avvocati dei sopravvissuti, pur sottolineando che l'aspetto più importante per la Danimarca fosse stato “quello delle scuse ufficiali”. Nel marzo del 2022, il governo annunciò che le sei persone sopravvissute all'esperimento avrebbero ricevuto le scuse del primo ministro e il risarcimento di 250.000 corone come richiesto. Il primo ministro Mette Frederiksen si recò a Nuuk per tenere un discorso di scuse.